# James F. Dunnigan
James F. Dunnigan sau Jim Dunnigan (n. 8 august 1943, New York, SUA) este un autor, analist militar-politic, consultant al Departamentului Apărării și designer de jocuri strategice care trăiește în prezent în orașul New York.

## Carieră
El s-a născut în comitatul Rockland, New York. După liceu, s-a oferit voluntar pentru militari în loc să aștepte să fie elaborat. Din 1961 până în 1964 a lucrat ca tehnician de reparații pentru rachete balistice “Sergent”, care a inclus un tur în Coreea. Ulterior, el a studiat contabilitatea la Universitatea Pace, apoi s-a transferat la Universitatea Columbia, unde a absolvit cu o diplomă în istorie în 1970.
În timp ce încă era la colegiu, el a fost implicat în jocurile strategice. El a proiectat jocul, „Iutlanda” pe care Avalon Hill l-a publicat în 1967, după care a urmat jocul „1914” anul următor, iar „PanzerBlitz” în 1970, care în cele din urmă a vândut mai mult de 300.000 de exemplare.  Între timp, Dunnigan a fondat propria companie, cunoscută inițial ca Poultron Press , și care a devenit în curând Simulations Publications Inc. (SPI). Dunnigan a creat SPI, în scopul de a salva revista Strategie & Tactics, care a fost fondată de Chris Wagner Dunnigan a fost un contribuabil la revista Strategy & Tactics #2 (februarie 1967), iar când Wagner a avut dificultăți financiare cu revista a vândut lui Dunningan drepturile pentru $ 1. Dunnigan a proiectat, de asemenea, jocul Sniper! (1973), Dallas: joc de televiziune Role-Playing (1980). În 1980, Dunnigan a fost forțat să iasă din SPI din cauza înrăutățirii situației financiare a societății .
Între 1966 și 1992, el a proiectat peste 100 de jocuri strategice și alte simulări de conflict.
În 1979, el a scris cartea „The Complete Wargames Handbook”, și în 1980 cartea „How to Make War”. 
Dunnigan ține prelegeri în mod regulat, la instituții militare și academice.

## Cărți publicate
- (contribuitor) Wargame Design: The History, Production and Use of Conflict Simulations, Simulations Publications, 1977. ISBN 0-917852-01-X.
- (ca editor și co-author) The Russian Front: Germany's War in the East, 1941-45 (also published as The Russian Campaign), Arms and Armour, 1978. ISBN 0-85368-152-X.
- (cu William Martel) How to Stop a War: The Lessons of Two Hundred Years of War and Peace, Doubleday, 1987. ISBN 0-385-24009-0.
- (cu Austin Bay) From Shield to Storm: High-Tech Weapons, Military Strategy and Coalition Warfare in the Persian Gulf, William Morrow, 1991. ISBN 0-688-11034-7.
- (cu Albert Nofi) Shooting Blanks: War Making That Doesn't Work, 1991. ISBN 0-688-08947-X.
- The Complete Wargames Handbook: How to Play, Design and Find Them, Revised edition, William Morrow, 1992. ISBN 0-688-10368-5. (versiunea online)
- How to Make War: A Comprehensive Guide to Modern Warfare for the Post-Cold War Era, 3rd edition, William Morrow, 1993. ISBN 0-688-12157-8.
- (cu Albert Nofi) Medieval Life and the Hundred Years War (200,000 word online book, 1994)
- (cu Albert Nofi) Dirty Little Secrets of World War II: Military Information No One Told You About the Greatest, Most Terrible War in History, William Morrow, 1994. ISBN 0-688-12235-3.
- (cu Albert Nofi) Victory at Sea: World War II in the Pacific, William Morrow, 1995. ISBN 0-688-14947-2.
- Digital Soldiers, St. Martin's, 1996. ISBN 0-312-14588-8.
- (cu Daniel Masterson) The Way of the Warrior: Business Tactics and Techniques from History's Twelve Greatest Generals, St. Martin's Griffin, 1998. ISBN 0-312-19535-4.
- (cu Albert Nofi) The Pacific War Encyclopedia, Facts on File, 1998. ISBN 0-8160-3439-7.
- (cu Albert Nofi) Dirty Little Secrets: American Military Information You're Not Supposed to Know, St. Martins Press, 1999. ISBN 0-312-19857-4.
- Dirty Little Secrets of the 20th Century: Myths, Misinformation, and Unknown Truths About the 20th Century, William Morrow, 1999. ISBN 0-688-17068-4.
- (cu Albert Nofi) Victory and Deceit: Deception and Trickery at War, 2nd edition, Writers Club, 2001. ISBN 0-595-18405-7.
- (cu Albert Nofi) Dirty Little Secrets of the Vietnam War: Military Information You're Not Supposed to Know, St. Martins Griffin, 2001. ISBN 0-312-25282-X.
- (cu Raymond M. Macedonia) Getting It Right: American Military Reforms After Vietnam to the Gulf War and Beyond, 2nd edition, Writers Club, 2001. ISBN 0-595-18446-4.
- The Next War Zone: Confronting the Global Threat of Cyberterrorism, 2002
- The Perfect Soldier. Citadel, 2004. ISBN 0-8065-2416-2.
- Foreword to H.G. Wells's Floor Games (Skirmisher, 2006)
- (cu Austin Bay) A Quick & Dirty Guide to War: Briefings on Present and Potential Wars, 4th edition, Paladin, 2008. ISBN 978-1-58160-683-6.

## Jocuri strategice
- Jutland (1967)
- 1914 (1968)
- 1918 (1969)
- Anzio Beachhead (1969)
- Barbarossa (1969)
- Crete (1969)
- Deployment (1969)
- Flying Fortress (1969)
- Italy (1969)
- Korea (1969)
- Leipzig (1969)
- Normandy (1969)
- Tannenberg (1969)
- Up Against the Wall, Motherfucker (1969)
- Bastogne (1970)
- Chicago, Chicago! (1970)
- PanzerBlitz (1970)
- Grenadier (1971)
- Kursk (1971)
- Lost Battles (1971)
- Origins of World War II (1971)
- Strategy I (1971)
- USN (1971)
- American Revolution (1972)
- Breakout and Pursuit (1972)
- Combat Command (1972)
- Flying Circus (1972)
- France '40 (1972)
- Franco-Prussian War (1972)
- Moscow Campaign (1972)
- Origins of World War I (1972)
- Outdoor Survival (1972)
- Red Star/White Star (1972)
- Turning Point (1972)
- Wilderness Campaign (1972)
- Year of the Rat (1972)
- Ardennes Offensive (1973)
- Battles of Bull Run (1973)
- CA (1973)
- Desert War (1973)
- El Alamein (1973)
- Foxbat & Phantom (1973)
- Kampfpanzer (1973)
- NATO (1973)
- Napoleon at Waterloo (1973)
- Panzer Armee Afrika (1973)
- Scrimmage (1973)
- Sinai (1973)
- Sniper! (1973)
- Solomons Campaign (1973)
- Spitfire (1973)
- World War Two (1973)
- American Civil War (1974)
- Combined Arms (1974)
- Frigate (1974)
- Operation Olympic (1974)
- Patrol (1974)
- Tank (1974)
- The East is Red (1974)
- War in the East (1974)
- Wolfpack (1974)
- Battle for Germany (1975)
- Global War (1975)
- Invasion America (1975)
- Mech War '77 (1975)
- Oil War (1975)
- Panzer '44 (1975)
- Sixth Fleet (1975)
- The Fast Carriers (1975)
- War in the Pacific (1975)
- World War III (1975)
- World War I (1975)
- Wurzburg (1975)
- FireFight (1976)
- Panzergroup Guderian (1976)
- Plot to Assassinate Hitler (1976)
- Revolt in the East (1976)
- Russian Civil War (1976)
- Strike Force (1976)
- War in Europe (1976)
- War in the West (1976)
- Fulda Gap (1977)
- Agincourt (1978)
- Brusilov (1978)
- Canadian Civil War (1978)
- The Next War (1978)
- Bulge (1979)
- Berlin '85 (1980)
- Dallas (1980)
- Demons (1980)
- Drive on Metz (1980)
- Empires of the Middle Ages (1980)
- Fifth Corps (1980)
- NATO Division Commander (1980)
- TimeTripper (1980)
- Wreck of the Pandora (1980)
- Light Infantry Division (1985)
- Tactical Combat Model (1985)
- Men-At-Arms (1990)
- Hundred Years War (1992)
- Victory at Sea (1992)

## Legături externe
- James F. Dunnigan homepage
- StrategyPage